# Dragons de Drexel
Les Dragons de Drexel sont les équipes sportives de l'université Drexel.
Le programme sportif de l'école comprend dix-huit sports de la division 1 de la National Collegiate Athletic Association (NCAA), dont neuf équipes masculines et neuf équipes féminines, la plupart des équipes sportives participant à la Colonial Athletic Association (CAA).
Le département des sports de Drexel est classé au premier rang en matière d'équité entre les sexes par US News.

## Championnats nationaux
Drexel obtient deux titres nationaux reconnus : l'équipe de football de 1958, qui est élue numéro un dans un scrutin de fin d'année<, et l'équipe de basket-ball féminine de 2012-2013, qui remporte le Women's National Invitation Tournament 2013.
L’équipe féminine de tir à la carabine de Drexel remporte cinq championnats nationaux avant que la carabine soit régie par la NCAA en 1947, 1949, 1950, 1952 et 1954.
L'équipe de karaté remporté onze championnats de la National Collegiate Karate Association en kata et en kumite entre 1988 et 2004.

## Équipes sportives
Le programme sportif de l'école comprend dix-huit équipes, neuf masculines et neuf féminines.
| Équipes masculines - Basket-ball - Aviron - Golf - Lacrosse - Football - Squash - Natation et plongée - Tennis - Lutte | Équipes féminines - Basket-ball - Aviron - Hockey sur gazon - Lacrosse - Football - Softball - Squash - Natation et plongée - Tennis |

Drexel est l’une des quatre seules écoles de la division 1 de la NCAA à ne pas posséder d'équipes de volleyball ni de baseball (les trois autres étant les Terriers de Boston, les Titans de Detroit Mercy (en) et les Catamounts du Vermont).

## Installations
Outre le Daskalakis Athletic Center (en) (DAC) situé à l’intérieur du campus principal, Drexel utilise des terrains situés au croisement de la 43e Avenue et de Powelton, le complexe sportif Vidas.

## Histoire de l'athlétisme

### Basket-ball masculin

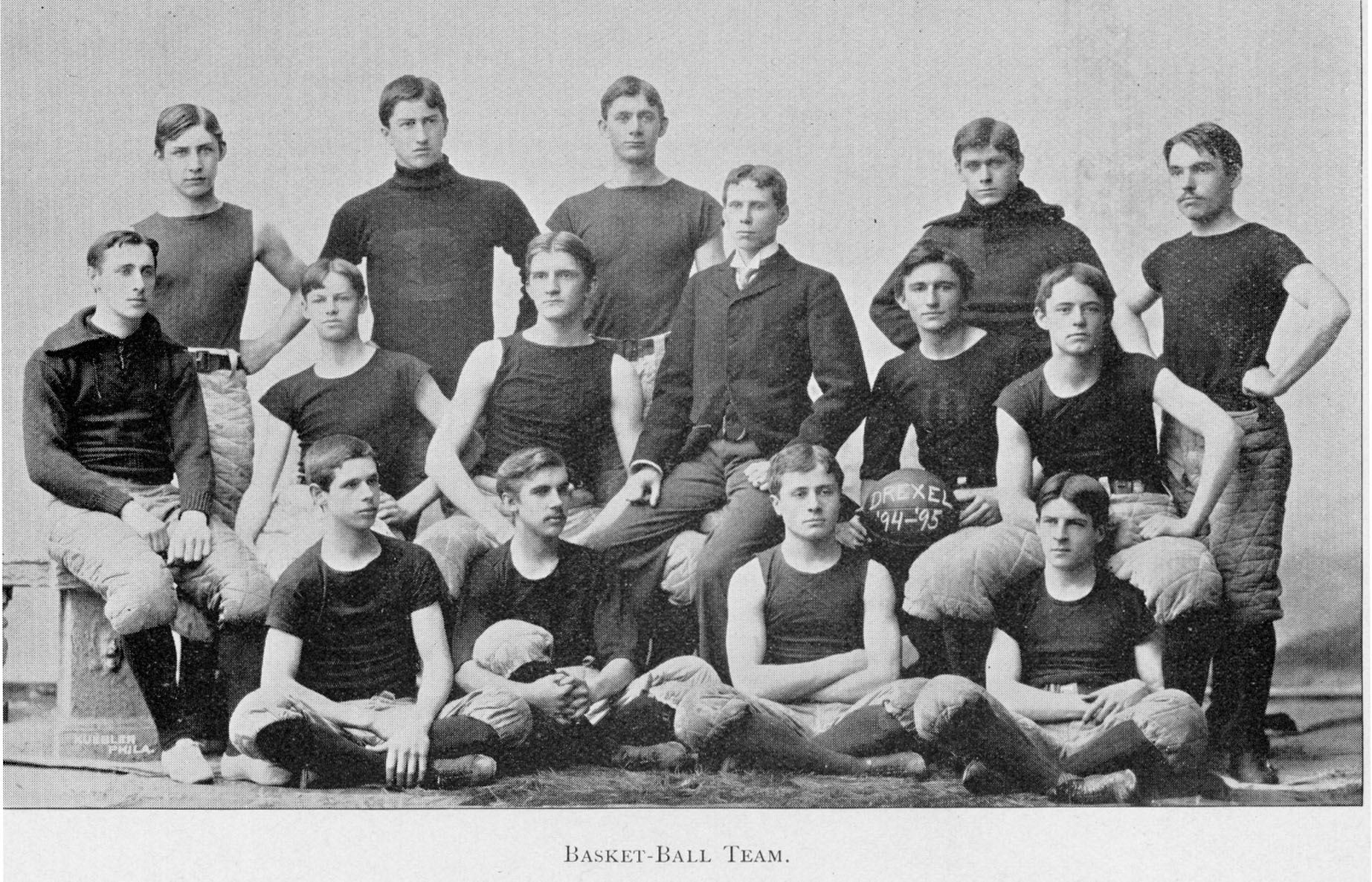
La première équipe de basket-ball à Drexel (1894-1895).

Le premier événement sportif entre université de l'histoire de Drexel est un match de basket-ball disputé contre Temple University en janvier 1895, match que Drexel remporte par un score de 26 à 1. Les Dragons rejoignent la Division I en 1973. Drexel se qualifie pour quatre tournois de basket-ball de la NCAA de Division I en 1986, 1994, 1995 et 1996. Au cours du tournoi de 1996, Malik Rose mène l’équipe à sa seule apparition à un deuxième tour de la NCAA, après une victoire surprise contre les Tigers de Memphis, cinquième tête de série,.
Auparavant, Drexel avait participé à quatre tournois de la division II de la NCAA en 1957, 1960, 1966 et 1967.
L'équipe masculine de basket-ball de Drexel s'est classée au 35e rang national en 2007, terminant la saison avec un bilan de 23-9, tout en participant au tournoi national sur invitation pour la quatrième fois au cours des cinq années précédentes.

## Athlètes notables
- Plusieurs joueurs passés par les Dragons ont connu une carrière sportive notable tels Michael Anderson, Malik Rose et Damion Lee. Plusieurs autres anciens de Drexel ont été recrutés par des équipes de la NBA, notamment : Randy Burkert (9e tour en 1982 par les 76ers de Philadelphie), Rich Congo (7e tour en 1984 par 76ers de Philadelphie), Michael Mitchell (9e tour en 1984 par les 76ers) et Leonard Hatzenbeller (8e tour en 1981 par les Pacers de l'Indiana)[13].
- Nicole Hester, récompensée en 2008 du prix du courage par la Philadelphia Sports Writers Association (en) (association des journalistes sportifs de Philadelphie)
- Gabriela Mărginean, récompensée en 2009 du prix d'Athlète amateur exceptionnelle par la Philadelphia Sports Writers Association
- En mars 2012, Bashir Mason, titulaire pendant quatre ans de l'équipe masculine de basket-ball, est nommé entraîneur en chef de l'équipe de basket-ball des Seahawks de Wagner (en), une équipe universitaire de première division NCAA. Au moment de l'annonce, cela faisait de Bashir Mason le plus jeune entraîneur-chef de la NCAA, âgé de 28 ans[14].